# بخش جکسون، شهرستان پربیل، اوهایو
بخش جکسون (به انگلیسی: Jackson Township) یک منطقهٔ مسکونی در ایالات متحده آمریکا است که در شهرستان پربل، اوهایو واقع شده‌است.
 بخش جکسون ۸۹٫۱ کیلومتر مربع مساحت و ۱٬۲۲۳ نفر جمعیت دارد و ۳۵۴ متر بالاتر از سطح دریا واقع شده‌است.